# Chabab Rif Al Hoceima (basket-ball)
Maillots
Le Chabab Rif Al Hoceima  est un club de basket-ball marocain, fondé en 1980, basé à Al Hoceïma. Les fondateurs de l'équipe étant El Ouaazizi Abdessalam, Ali El Makhloufi, Mohamed Chaoui et Mohamed Aourach. Depuis sa fondation, l'équipe a été continuellement animée par un ensemble de joueurs, d'adhérents et d'entraîneurs, dont Ibrahim El Arrad, Hassan Boudichat, Mohamed Saadi, Abdelmajid Yaakoubi, Mohamed Biguiwar, Zine El Aabidine et d'autres animateurs. 
Les portées principales de la création du club sont de développer la pratique du Basket-ball dans la région en particulièrement, qui est considéré comme un sport d'intellectuels, et aussi promouvoir le sport de manière générale chez les jeunes (garçons et filles) tout en assurant l'accès à sa pratique à tout les milieux sociaux confondus. 

## Palmarès
- Championnat du Maroc
  - Champion :
  - Vice-champion : 2016[1].

- Coupe du trône
  - Vainqueur :
  - Finaliste : 2017[1].

- Tournoi Mansour Lahrizi
  - Vainqueur :
  - Finaliste :